# Hedyotis scandens
Hedyotis scandens är en måreväxtart som beskrevs av William Roxburgh. Hedyotis scandens ingår i släktet Hedyotis och familjen måreväxter. Inga underarter finns listade i Catalogue of Life.